# Casamento forçado

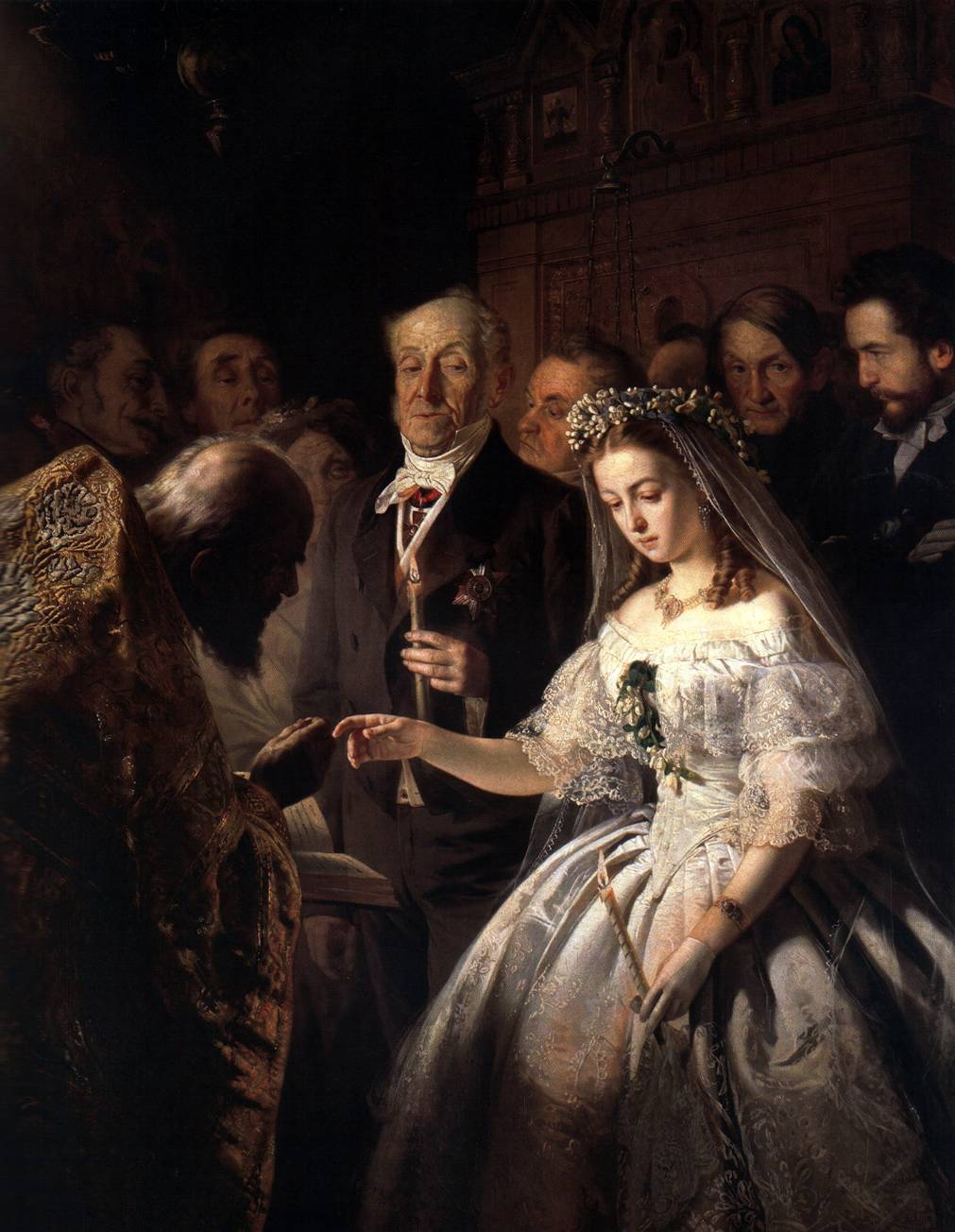
"Unequal marriage", uma pintura do século 19 do artista russo Pukirev. Ela retrata um casamento arranjado, onde uma jovem é forçada a casar com alguém contra a sua vontade.

O casamento forçado é um casamento em que uma ou ambas as partes é casado sem o seu consentimento ou contra a sua vontade, geralmente resulta numa falha de interação sexual entre os dois. Um casamento forçado é diferente de um casamento arranjado, em que ambas as partes aceitam a assistência de seus pais ou de terceiros (tais como um santo casamenteiro) na escolha de um cônjuge. Muitas vezes há um continuum de coerção usados para forçar um casamento, desde violência física a pressão psicológica sutil. O casamento forçado ainda é praticado em várias culturas no mundo, especialmente em algumas partes do Sul da Ásia e África. Uma variedade de alternativas existem, incluindo associação conjugal forçada, e escravidão conjugal.
As Nações Unidas vêem o casamento forçado como uma forma de abuso dos direitos humanos, uma vez que viola o princípio da liberdade e autonomia dos indivíduos. A Declaração Universal dos Direitos Humanos afirma que o direito da mulher à escolha de um cônjuge e de entrar livremente no casamento é central para a sua vida, dignidade, e igualdade como um ser humano. A Igreja Católica Romana vê no casamento forçado um motivo para a concessão de uma anulação — para que o casamento seja válido, ambas as partes devem dar o seu consentimento livremente. A Convenção suplementar sobre a Abolição da Escravatura também proíbe o casamento sem direito deir contra os desejos de seus pais, da família e de outras pessoas ", e exige a idade mínima para o casamento, para evitar isso.
Em 1969, a Câmara de Recursos do Tribunal Especial para a Serra Leoa's (SCSL)  considerou o rapto e o confinamento das mulheres para o "casamento forçado" na guerra para ser um novo crime contra a humanidade. Determinou também que termo "casamento forçado" deve ser evitado, e sim, descreveu a prática, em guerra como "conjugal escravidão".
Em 2013, a primeira resolução do Conselho de Direitos Humanos das Nações Unidas contra casamentos infantis, casamentos cedos e forçados foi adotada; a resolução reconheceu estes como violações de direitos humanos que "impede os indivíduos de viver suas vidas livres de todas as formas de violência e que tem conseqüências adversas sobre o gozo dos direitos humanos, como o direito à educação, [e] o direito ao mais alto padrão possível de saúde, incluindo a saúde sexual e reprodutiva,"e afirma também que "a eliminação do casamento infantil, precoce e forçado deve ser considerado na discussão sobre a agenda pós-2015."

## Contexto histórico

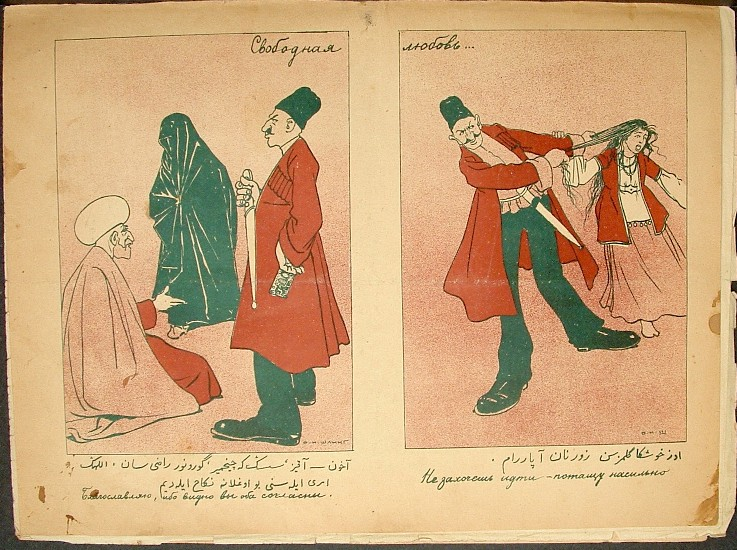
Oskar Shmerling. Amor Livre (Casamento Forçado). Molla Nasreddin.jpg
Revista azerbaijana a criticar a prática do casamento forçado, da violência doméstica e da participação social e política das mulheres na sociedade. O casamento forçado é o tema do cartoon com a legenda em russo Svobodnaya lyubov – Amor Livre. A imagem deve ser lida da direita para a esquerda, pois o script árabe era usado para escrever em azeri na época. A primeira imagem à direita: Se não queres ir voluntariamente, levar-te-ei à força. Na imagem seguinte: O akhun – clérigo diz: “Senhora, uma vez que não dizes nada, parece que concordas. Pela ordem de Deus, caso-te com este senhor”. Revista Molla Nasreddin (em azeri), publicada entre 1906-1931.

Casamentos ao longo da história eram arranjados entre famílias, especialmente antes do século XVIII. As práticas variavam de cultura para cultura, mas geralmente envolviam a transferência da dependência da mulher de seu pai para o noivo.
A emancipação da mulher nos séculos XIX e XX alteraram as leis do casamento drasticamente, especialmente no que diz respeito à propriedade e o status econômico. Por meados do século XX, muitos países Ocidentais haviam promulgado legislações que instituiram a igualdade jurídica entre os cônjuges no direito de família. O período de 1975-1979 viu uma grande reformulação de leis relacionadas à família em países como a Itália,
Espanha, Áustria, a Alemanha Ocidental, e em Portugal. Em 1978, o Conselho da Europa aprovou a Resolução (78) 37 sobre a igualdade dos cônjuges no direito civil. Entre os últimos países Europeus a estabelecer a igualdade de género no casamento foram Suíça, a Grécia, a Espanha, Holanda, e França na década de 1980.
Um casamento arranjado não é o mesmo que um casamento forçado: no primeiro, o cônjuge tem a possibilidade de rejeitar a oferta, no segundo, não. A linha entre o organizado e o casamento forçado é, no entanto, muitas vezes difícil de desenhar, devido  a pressão familiar e social implícita para aceitar o casamento e a obedecer os pais em todos os aspectos.
Na Europa, durante o final do século XVIII e início do século XIX, o movimento intelectual e literário do romantismo apresentou novas e ideias progressistas sobre o casamento por amor, que começou a ganhar aceitação na sociedade. No século XIX, práticas de casamento variavam em toda a Europa mas, em geral, casamentos arranjados eram mais comuns entre a classe superior. Casamentos arranjados eram a norma na Rússia antes do início do século XX, a maioria dos quais foram endogâmicos. Casamentos infantis eram comuns historicamente, mas começaram a ser questionados no século XIX e século XX. Estes são muitas vezes considerados ser casamentos forçados, porque as crianças não são capazes de fazer uma escolha totalmente informada, sendo influenciado por suas famílias.
Nos países Ocidentais, durante as últimas décadas, a natureza do casamento— especialmente com relação à importância do registo civil e a procriação e a facilidade do divórcio—mudou drasticamente, o que levou a uma menor pressão social e familiar  para casar, proporcionando mais liberdade de escolha no que diz respeito à escolha de um cônjuge.
Historicamente, o casamento forçado foi também utilizado para exigir um cativo (escravo ou prisioneiro de guerra) para a integração com a comunidade de acolhimento, e aceitar a sua ou o seu destino. Um exemplo é o ferreiro inglês John R. Jewitt, que passou três anos como prisioneiro do povo Nootka na costa oroeste do Pacífico em 1802-1805. Ele foi condenado a casar-se, porque o conselho de chefes achou que uma mulher e uma família iria reconciliar com ele a ficar com seus captores para a vida toda. A Jewitt foi dado uma escolha entre o casamento forçado para si e a pena de morte para ele e seu "pai" (um companheiro de cativeiro). "Reduzido a esta triste situação, com a morte, por um lado, e o matrimônio, eu pensei adequadamente para escolher o que parecia, para mim, o menor de dois males" (p154).

## Motivos
Existem inúmeros motivos que podem levar a uma cultura a aceitar e incentivar casamentos forçados. Esses fatores incluem: fortalecimento de laços familiares extensos; controlar o comportamento e sexualidade indesejada; prevenção de relações "impróprias" ; proteger e cumprir percepções de normas culturais ou religiosas; manter a riqueza da família; lidar com as consequências de uma gravidez fora do casamento; considerar a contratação de um casamento como o dever dos pais; a obtenção de uma garantia contra a pobreza; auxílio à imigração.

## Consequências

### Para as vítimas e a sociedade
Os casamentos precoces e forçados podem contribuir para as meninas serem colocadas em um ciclo de pobreza e impotência. É provável que a maioria experimente maus-tratos, tais como a violência, abuso e relações sexuais forçadas. Isso significa que as mulheres que se casam mais jovens em idade são mais suscetíveis a serem dominadas por seus maridos. As meninas estariam mais propensas a contrair o HIV e a sua saúde pode estar em risco. A maioria das pessoas que são forçadas a se casar carecem de educação e muitas vezes são analfabetos. Jovens tendem a abandonar a escola pouco antes de se casar.
Existe uma ligação direta entre a negação de  educacão a meninas e mulheres jovens e o casamento precoce, forçado ou arranjado . Onde esses casamentos são a norma ou são valorizados pela cultura e religião, espera-se que as meninas e mulheres jovens aceitem como norma que  a educação é "desperdiçada" naquelas cujas vidas estão destinadas à limpeza da casa, cuidar  do marido,  e criar os filhos.  A liberdade de escolher um parceiro é anulada se os constrangimentos culturais localizados nos "valores familiares" e a obediência aos parentes, particularmente aos pais, intervirem ou se os preceitos religiosos determinarem com quem uma pessoa se casará e quando.  

## Relação ao dote e ao preço da noiva
Os costumes tradicionais do dote e preço de noiva contribuem para a prática do casamento forçado. Um dote é a propriedade ou dinheiro que uma mulher (ou família da mulher) traz para o seu marido após o casamento. O preço de uma noiva é uma quantidade de dinheiro ou propriedade ou riqueza pago pelo noivo (ou sua família) para os pais da noiva após o casamento. Dote é praticado principalmente no Sul da Ásia, enquanto o preço da noiva é mais comum na África Sub-Sahariana e algumas regiões do Sudeste da Ásia (e.g. Camboja, Tailândia).

## O casamento forçado como uma forma de resolução de disputas
Um casamento forçado é também, muitas vezes, o resultado de uma disputa entre famílias, onde a disputa é "resolvida" ao dar uma mulher de uma família para outra. Vani é um costume cultural encontrado em partes do Paquistão, onde uma jovem é forçosamente casada como parte da punição por um crime cometido por seus parentes do sexo masculino. Vani é uma forma de casamento infantil forçado, e o resultado da punição decidida por um conselho de anciãos tribais chamado jirga.

## A herança da viúva
A herança da viúva, também conhecido como noiva de herança, é uma prática social e cultural que diz que uma viúva precisa se casar com um parente de seu marido falecido, muitas vezes, seu irmão. É predominante em certas partes da África. A prática da esposa herança também tem sido responsabilizada pela propagação do HIV/AIDS.<ref>«Kenyan widows fight wife inheritance». 18 de novembro de 2013. Consultado em 27 de novembro de 2017